# Vatikanstatens herrlandslag i fotboll
Vatikanstatens herrlandslag i fotboll (italienska: Selezione di calcio della Città del Vaticano) representerar Vatikanstaten i fotboll på herrsidan. Den är inte medlem av Fifa. Vatikanen har uttryckt starkt stöd för fotbollen. Romersk-katolska kyrkans tidigare påve Johannes Paulus II sades i sin ungdom ha varit målvakt i Polen.
År 2000 tillsatte Johannes Paulus II ett idrottsdepartement för att stärka idrottstraditionen inom den kristna gemenskapen.
Tidigare hade kardinal Tarcisio Bertone föreslagit att Vatikanstaten kunde ställa upp med ett lag från romersk-katolska seminarier. Han sade, "Om vi bara tar brasilianska studenter från våra Pontificaluniversitet skulle vi ha ett utmärkt lag." Kardinalen noterade också att under VM 1990, hade 42 av spelarna i slutomgången pluggat på salesianska utbildningar runtom i världen.
Laget tränades tidigare av Giovanni Trapattoni.

### Fotnoter
1. ↑  ”Pope: Football a moral guide to life”. CNN. 10 januari 2008. http://edition.cnn.com/2008/WORLD/europe/01/10/pope.football/index.html.
2. ↑  ”Vatican Cup lifts spirits in Rome”. FIFA. Arkiverad från originalet den 17 maj 2014. https://web.archive.org/web/20140517121304/http://www.fifa.com/worldfootball/news/newsid=113173.html. Läst 19 mars 2012.
3. ↑  Saffer, Paul. ”Pray as you play”. http://www.uefa.com/news/newsid=492560.html. Läst 19 mars 2012.
4. ↑  ”The things they say: Giovanni Trapattoni”. FIFA. Arkiverad från originalet den 6 januari 2014. https://web.archive.org/web/20140106155146/http://www.fifa.com/worldfootball/news/newsid=1442357.html. Läst 19 mars 2012.